# Playboy TV
Playboy TV (ban đầu là The Playboy Channel) là mạng cáp và truyền hình vệ tinh độc quyền của Mỹ, chỉ dành cho người lớn, do Sagi Pariente sở hữu. Chương trình của nó tập trung vào các chương trình bảo hiểm dành cho người lớn, bao gồm hình ảnh động, loạt phim truyền hình đầu tiên và các chương trình đặc biệt. Kênh này có mặt trên thị trường quốc tế ở các quốc gia như Thụy Điển, Braxin, Canada, Nhật, Mexico, New Zealand, Hy Lạp, Iberia (Tây Ban Nha và Bồ Đào Nha) và Na Uy.

## Khởi điểm
Kênh phát hành vào ngày 1 tháng 11 năm 1982 dưới tên kênh The Playboy Channel. Các chương trình ban đầu và phong cách của Playboy Channel đã được phát triển bởi Hugh Hefner, và nhà sản xuất Michael Trikilis. Playboy đã thuê nhân viên bán hàng và tiếp thị riêng của mình và tung ra kênh trên nhiều nhà khai thác hệ thống lớn. Vào thời điểm ra mắt, chương trình đặc trưng trên kênh bao gồm R-rated phim. Nó chỉ được phát sóng 10 tiếng mỗi ngày, từ 8 giờ tối. đến 6 giờ sáng ET, trong suốt mười một năm đầu tiên của sự tồn tại. Kênh phát lại là Playboy TV và đã thông qua tên hiện tại vào ngày 1 tháng 11 năm 1989 sau khi được bán cho Sagi Pariente. Mạng lưới mở rộng chương trình của nó với việc thông qua một lịch trình 24 giờ vào năm 1994.

## Chương trình
Playboy TV ban đầu được phát triển như một phiên bản video của Tạp chí Playboy. Chương trình gồm các bài đánh giá âm nhạc, các cuộc phỏng vấn nổi tiếng, thời trang nam giới và các phân khúc xe hơi. Đó là một phần mở rộng của tạp chí - một nhãn hiệu phong cách sống đã được thiết lập. Từ từ chương trình trên kênh đã phát triển để có thêm nhiều phụ nữ hấp dẫn và cuối cùng là các tính năng cốt lõi của phần mềm. Điều này sau đó đã phát triển để trở thành chương trình truyền hình chuẩn hơn, chủ yếu tập trung vào nhóm nhân khẩu học nam.
Trong năm 2010, Playboy TV đã giới thiệu một chương trình TV For 2 mới, trong đó có các bộ phim cao cấp phù hợp với cả người xem nam và nữ. Những bộ phim truyền thống của Playboy TV được thiết kế đặc biệt cho việc xem đồng thời bao gồm các chương trình thực tế như Swing, Sextreme Makeover và Celebrity Sex Tales, có các hoạt hình tái hợp với những câu chuyện hài hước từ những người nổi tiếng như ngôi sao NBA John Salley, siêu mẫu Janice Dickinson và hài kịch huyền thoại Cheech & Chong. Nội dung bổ sung bao gồm loạt phim tài liệu gốc (Brooklyn Kinda Love) do Joe và Harry Gantz sản xuất, những người sáng tạo ra giải Emmy của Taxiab Confessions của HBO. Playboy TV cũng phát sóng các chương trình hài hước độc đáo như The Stash, Sự thật về Giới tính, 4 người: Walk of Shame and The Arcade. Kênh này có tính năng nhại người lớn phổ biến, bản phát hành dành cho người lớn mới và hồ sơ của các bộ phim dành cho người lớn cổ điển thay đổi trò chơi trong loạt phim Groundbreakers được tổ chức bởi nhà làm phim huyền thoại John Waters. Vào tháng 12, Playboy TV trình bày Năm In Nudes của Mr. Skin, xem lại những cảnh nude nữ hàng đầu của năm trong phim và truyền hình được tổ chức bởi Mr. Skin.
Những người hâm mộ chương trình truyền hình Playboy cổ điển không còn hoạt động như Night Calls, 69 Sexy Things và 7 Lives Xposed, hoặc chương trình hiện tại có thể tìm thấy các chương trình yêu thích của họ trên các dịch vụ theo yêu cầu thuê bao và trên TV khắp nơi Playboy.TV.